# David Haverdings
David Haverdings (Meppel, 1 april 2004) is een Nederlandse veldrijder.

## Carrière
Haverdings won, in het seizoen 2021-2022, 21 wedstrijden bij de junioren. Hij was in 2022 bij de favorieten op het WK veldrijden voor junioren, hij kwam echter vroeg ten val en werd uiteindelijk 9e.

## Palmares

### Veldrijden

#### Resultatentabel elite
| Seizoen   |    | WK | EK | BK |    | Klassementen | Klassementen | Klassementen | Klassementen | Klassementen |       | UCI- ranking |  | Podia | Podia | Podia | Aantal crossen |
| Seizoen   | WB | WK | EK | BK | SP | Trofee       | TOI          | Swiss        | Goud         | Zilver       | Brons | UCI- ranking |  |       |       |       | Aantal crossen |
| --------- | -- | -- | -- | -- | -- | ------------ | ------------ | ------------ | ------------ | ------------ | ----- | ------------ |  | ----- | ----- | ----- | -------------- |
| 2023-2024 |    | –  | –  | –  |    | –            | –            | –            | –            | –            |       | -            |  | -     | 1     | 1     | 6              |
| 2024-2025 |    |    |    |    |    |              |              |              |              |              |       |              |  |       |       | 1     | 1              |
| Totaal    |    | –  | –  | –  |    | –            | –            | –            | –            | –            |       | –            |  | -     | 1     | 2     | 7              |

#### Podiumplaatsen elite
| Legenda                       |
| ----------------------------- |
| Wereldkampioenschappen        |
| Continentale kampioenschappen |
| Nationale kampioenschappen    |
| Wereldbeker                   |
| Superprestige                 |
| Trofee                        |
| Overige veldritten            |

| Nr.           | Seizoen       | Datum           | Veldrit                                 | Cat.          | Wedstrijdserie |       |
| Overwinningen | Overwinningen | Overwinningen   | Overwinningen                           | Overwinningen | Overwinningen  |       |
| 2e plaatsen   | 2e plaatsen   | 2e plaatsen     | 2e plaatsen                             | 2e plaatsen   | 2e plaatsen    |       |
| ------------- | ------------- | --------------- | --------------------------------------- | ------------- | -------------- | ----- |
| 1.            | 2023-2024     | 13 oktober 2023 | Trek Cup, Waterloo                      | C2            | Overige (#1)   |       |
| 3e plaatsen   |               |                 |                                         |               |                |       |
| 1.            | 2023-2024     | 8 oktober 2023  | Major Taylor Cross Cup II, Indianapolis | C2            | Overige (#1)   |       |
| 2.            | 2024-2025     | 22 oktober 2024 | Nacht van Woerden, Woerden              | C2            | Overige (#2)   | [ 3 ] |

#### Jeugd
| Seizoen  | Wereldbeker                                            | Superprestige                                                           | Trofee                                                                        | WK       | EK       | NK       | Overige                                                                                       | Totaal aantal zeges |
| Junioren | Junioren                                               | Junioren                                                                | Junioren                                                                      | Junioren | Junioren | Junioren | Junioren                                                                                      | Junioren            |
| -------- | ------------------------------------------------------ | ----------------------------------------------------------------------- | ----------------------------------------------------------------------------- | -------- | -------- | -------- | --------------------------------------------------------------------------------------------- | ------------------- |
| 2021-22  | Tábor, Namen, Dendermonde, Flamanville , Eindklasement | Gieten, Ruddervoorde, Merksplas, Heusden-Zolder, Gavere, Eindklassement | GP Sven Nys, Herentals Cross,Flandriencross, Brussels Universities Cyclocross | 9e       | Zilver   | ↑        | GP Destil, Zonhoven, Druivencross,Duinencross, Essen, Waaslandcross, Sluitingsprijs Oostmalle | 21                  |
| Beloften |                                                        |                                                                         |                                                                               |          |          |          |                                                                                               |                     |
| 2022-23  |                                                        |                                                                         | GP Sven Nys, Krawatencross                                                    | 19e      | 18e      | DNF      |                                                                                               | 2                   |
| 2023-24  |                                                        |                                                                         | Koppenbergcross                                                               |          | DNF      | 5e       |                                                                                               | 1                   |
| Totaal   | 4                                                      | 5                                                                       | 7                                                                             | 0        | 0        | 1        | 7                                                                                             | 24                  |

#### Erelijst
| Seizoen  | WB       | SP       | X2O      | WK       | EK       | NK       |
| Junioren | Junioren | Junioren | Junioren | Junioren | Junioren | Junioren |
| -------- | -------- | -------- | -------- | -------- | -------- | -------- |
| 2021-22  | Goud     | Goud     | NVT      | 9e       | Zilver   | Goud     |
| Beloften |          |          |          |          |          |          |
| 2022-23  | 8e       | NVT      | Brons    | 19e      | 18e      | DNF      |
| Elite    |          |          |          |          |          |          |
| 2022-23  | 35e      | 23e      | -        | -        | -        | -        |

### Mountainbiken

#### Jeugd
| Seizoen  | WK       | EK       | NK       | Overige                      | Totaal aantal zeges |
| Junioren | Junioren | Junioren | Junioren | Junioren                     | Junioren            |
| -------- | -------- | -------- | -------- | ---------------------------- | ------------------- |
| 2021     | 46e      | 34e      | —        | Spaarnwoude                  | 1                   |
| 2022     | DNF      | 5e       | Zilver   | Watersley, Houffalize, Basel | 3                   |
|          |          |          |          |                              |                     |
| Totaal   | 0        | 0        | 0        | 4                            | 4                   |

Gemengde ploegen aflossing:  EK 2022 (junioren)